# جبر لی

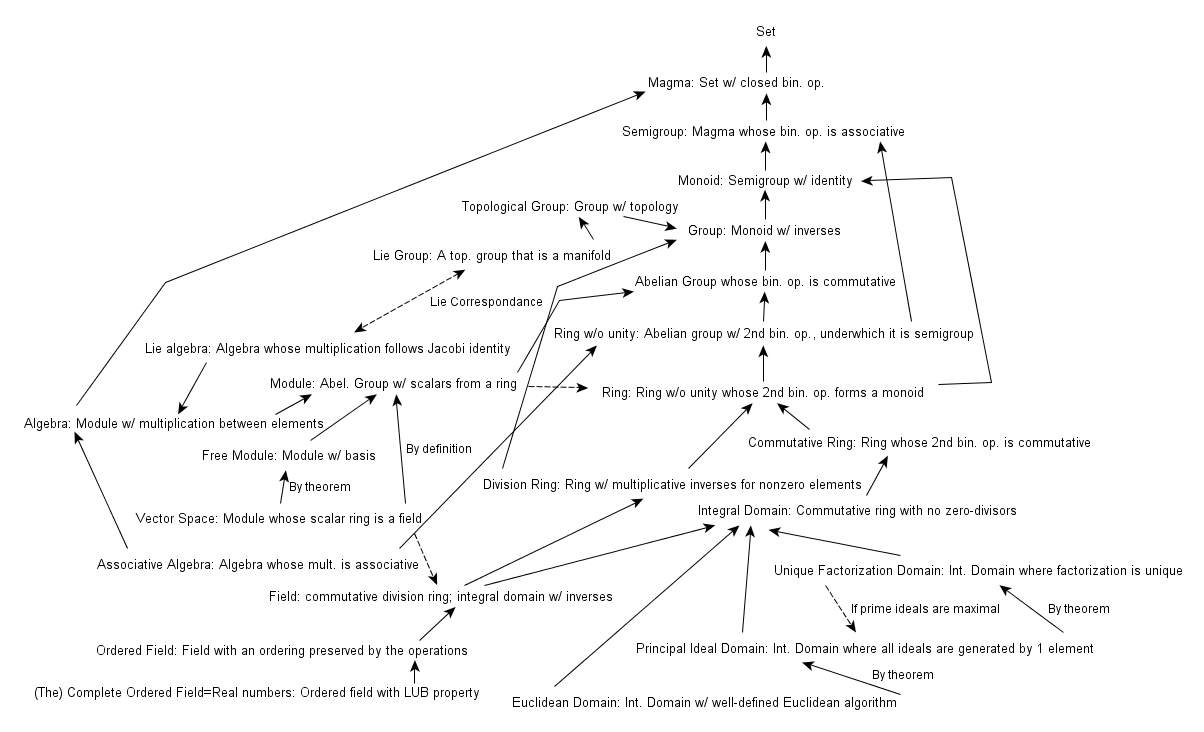
نمایش جبر لی

‌اگر ‌G‌ یک گروه لی باشد، میدان‌های برداری خاصی روی آن وجود دارند که تحت عمل گروه ناورداست. این میدان‌های برداری ناوردا یک فضای برداری با بعد نامتناهی می‌سازند که از آن به جبر لی ‌G‌ یا مجموعهٔ مولدهای بی‌نهایت کوچک گروه ‌G‌ یاد می‌شود. تمام ویژگی‌هایی که در یک گروه لی وجود دارند، در جبر لی آن نیز هستند. یکی از با اهمیت‌ترین فوایدی که این جبرها دارند و کار با آن‌ها ساده‌تر از کار با گروه‌های لی است.

## تعریف و ویژگی‌ها
یک جبر لی {\displaystyle \,{\mathfrak {g}}} یک فضای برداری بر یک میدان {\displaystyle F} است که به یک حاصلضرب {\displaystyle [\cdot ,\cdot ]:{\mathfrak {g}}\times {\mathfrak {g}}\to {\mathfrak {g}}}
مجهز است که براکت لی نامیده می‌شود و در خواص زیر صدق می‌کند:
1-دوخطی: {\displaystyle [ax+by,z]=a[x,z]+b[y,z],\quad [z,ax+by]=a[z,x]+b[z,y]}
2- پادتقارنی: {\displaystyle [x,y]=-[y,x].}
3- اتحاد ژاکوبی: {\displaystyle [x,[y,z]]+[y,[z,x]]+[z,[x,y]]=0\quad }

## ساختار جبر لی
مطالعه جبرهای لی با مطالعه ساختارشان بسیار ساده می‌شود. ساختار با استفاده از ویژگی‌های جابجایی جبر لی مشخص می‌شوند.
ساختار یک جبر لی، یا یک جبر محلی لی توسط ثابت ساختار که بر حسب جملات بردارهای پایه {\displaystyle X_{i}} تعریف می‌شوند، خلاصه می‌شود:
{\displaystyle [X_{i},X_{j}]=c_{i}j^{k}X_{k}}
ثوابت ساختار {\displaystyle c_{i}j^{k}} مولفه‌هایی از یک تانسور مرتبه سه هستند که در دو اندیس خود همورد {\displaystyle (c_{i}j^{k}=-c_{j}i^{k})} و در اندیس سوم پادورد هستند. این مولفه‌ها از تساوی ژاکوبی پیروی می‌کنند که یک قید درجه دو بر روی ثوابت اعمال می‌کند.
{\displaystyle c_{i}j^{s}c_{s}k^{t}+c_{j}k^{s}c_{s}i^{t}+c_{k}i^{s}c_{s}j^{t}=0}
خطی‌سازی گروه لی یک جبر لی می سازد. یک گروه لی را می‌توان با معکوس کردن این فرایند بازیابی کرد. این فرایند به عمل به نما رسانی موسوم است.

## جبر لی ماتریسی
مجموعه‌ای از ماتریسهای {\displaystyle n\times n} که تحت جمع برداری، ضرب اسکالری و جابجایی بسته باشند یک جبر لی ماتریسی می سازد. ویژگی‌های پادتقارنی و تساوی ژاکوبی توسط ضرب ماتریسی برآورده می‌شود.

## قضایای مربوط به جبر لی
یک نظریه عمیق منتسب به آدو به نام قضیه آدو بیان می دارد که هر جبر لی معادل است با یک جبر لی ماتریسی، گر چه که عکس آن برای گروه‌های لی درست نیست (هر جبر لی ماتریسی را نمی توان به یک گروه لی منتسب کرد.)

### کتابشناسی
- Humphreys, James E. Introduction to Lie Algebras and Representation Theory, Second printing, revised. Graduate Texts in Mathematics, 9. Springer-Verlag, New York, 1978. ISBN 0-387-90053-5